# Mosela
Mosela (francouzsky Moselle, lucembursky Musel, německy Mosel) je řeka tekoucí na území Francie (Lotrinsko), Lucemburska a Německa (Sársko, Porýní-Falc). Celková délka toku je 544 km. Plocha povodí měří 28 286 km².

## Průběh toku
Pramení v severovýchodní Francii, ve Vogézách, v průsmyku Col de Bussang, v nadmořské výšce 715 m. Teče převážně v hluboké a úzké dolině. Ústí zleva do Rýna na říčním kilometru 592,3 v německém městě Koblenz. Největším přítokem je Sarre.

## Vodní režim
K povodním dochází od listopadu do března. Průměrný průtok na dolním toku u města Cochem je 290 m³/s.

## Využití
Vodní doprava je možná až k hornímu toku. Řeku protíná průplav Marna – Rýn. Na východě je spojena plavebním kanálem s řekou Saônou. Na řece byly postaveny vodní elektrárny.
Leží na ní města Nancy, Méty (Francie), Trevír, Koblenz v ústí (Německo).
Údolí řeky je známou oblastí pěstování vinné révy a výroby vína.

## Galerie

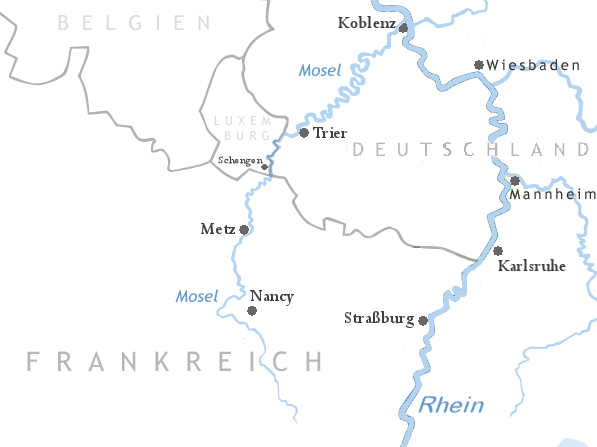
Mapa toku Mosely
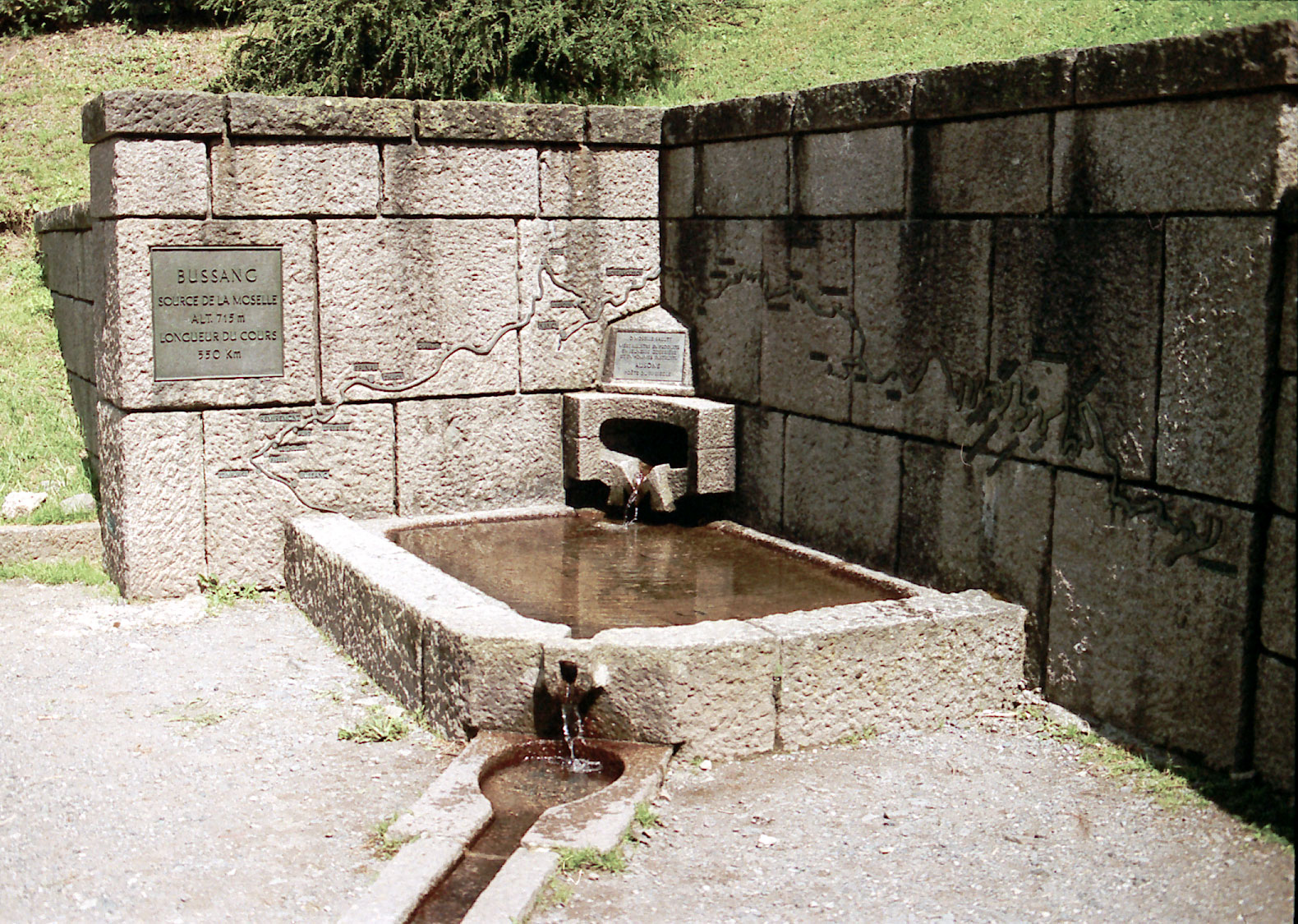
Pramen Mosely v Bussangském průsmyku, Vogézy (Francie)
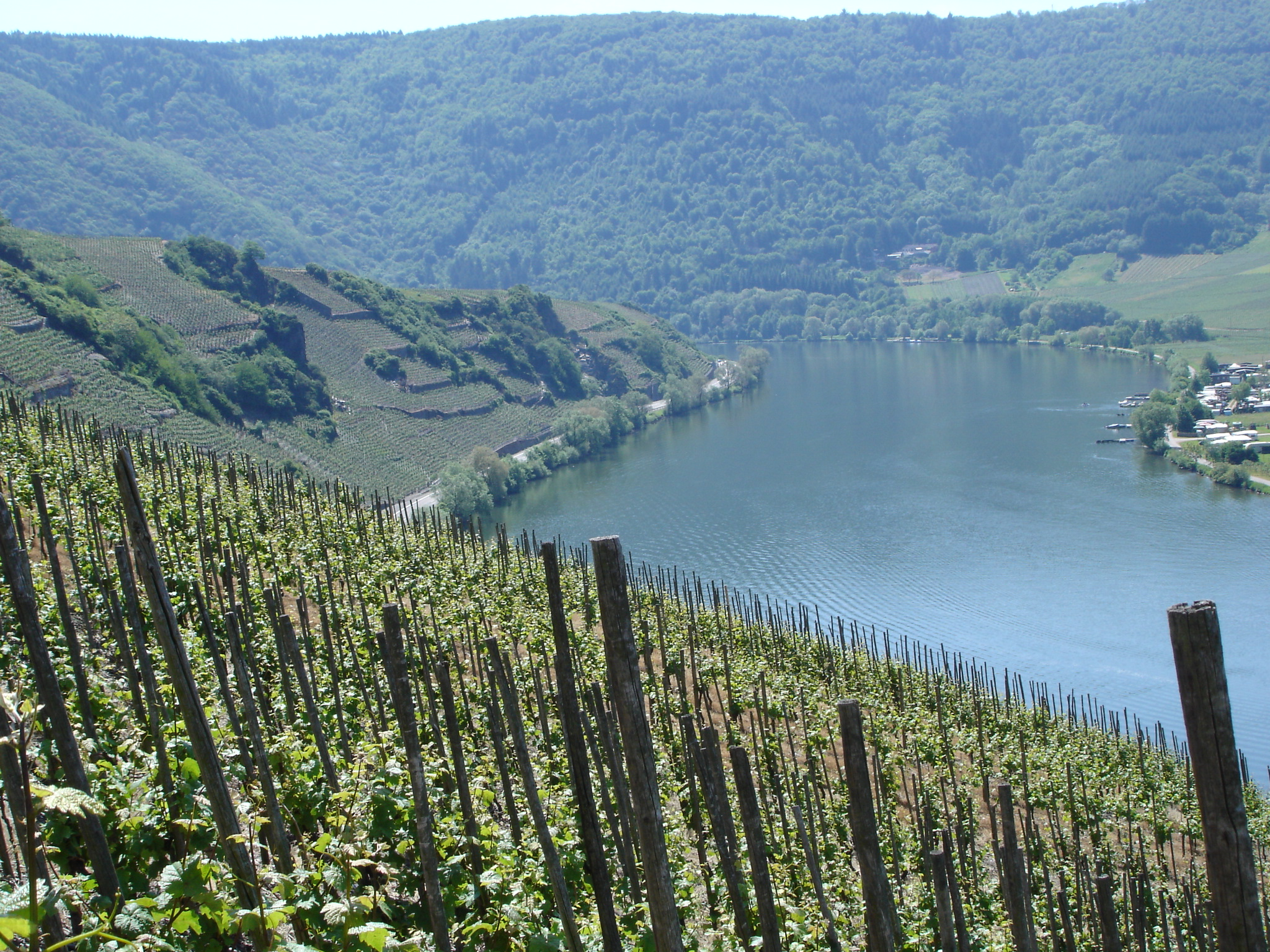
Tok Mosely v Mehringu (an der Mosel), okolní vinice
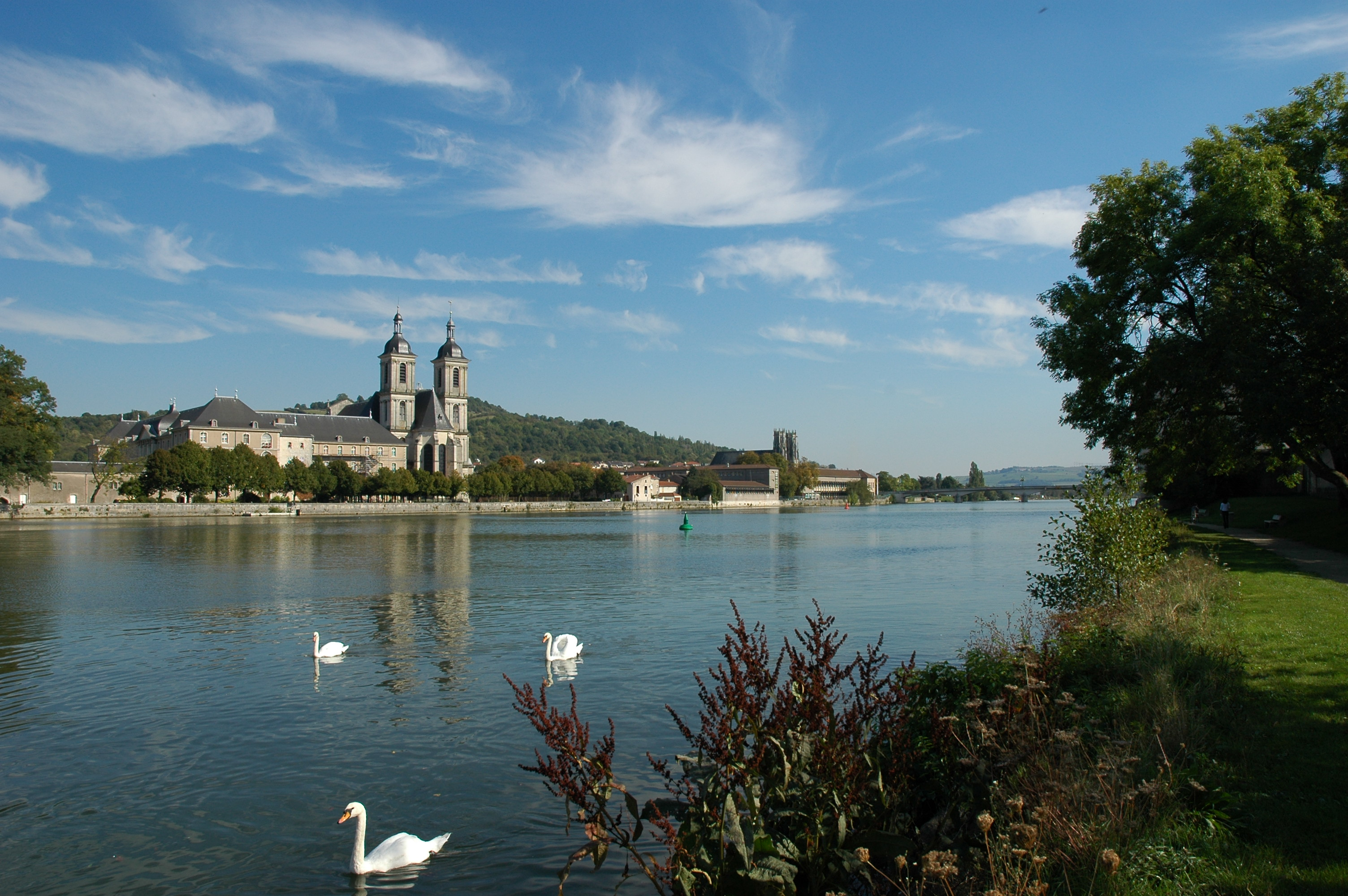
Řeka v Pont-à-Mousson